# 華大の知りたい!サタデー
『華大の知りたい!サタデー』（はなだいのしりたい サタデー）は、2015年4月4日から2016年9月24日まで、BSフジで放送されていた情報番組である。
博多華丸・大吉の冠番組である。

## 概要
毎回「健康」「お金」「趣味」といった生活関連のトピックを取り上げ、それらを専門家がスタジオで解説する。番組の進行役は主に大吉が、専門家への聞き役は主に華丸が務めている。
生放送番組であり、放送中は常に「生放送中」のテロップが表示される。
番組は途中、フジテレビ報道センターから大村晟（フジテレビアナウンサー）が最新ニュースを伝えるニュースコーナー（BSフジNEWS）を設けている。このコーナーでは、大村が「大村の気になったニュース」と称し、他の番組では取り上げないような話題も1本取り上げている。

## 出演者
- 博多華丸・大吉 - メインMC。
- 根本美緒 - アシスタント。2016年4月23日 - 8月27日の間は産休。
- 松尾英里子 - 根本の産休による代理で出演。
- 大村晟（当時フジテレビアナウンサー） - ニュース担当。